# Nerw oczny

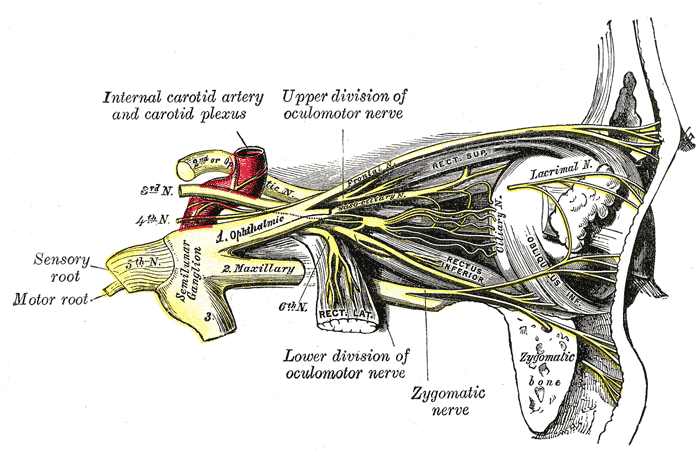
Nerw oczny oznaczony nr 1

Nerw oczny (łac. nervus ophthalmicus) – w anatomii człowieka pierwsza i zarazem najmniejsza gałąź nerwu trójdzielnego, nerw zaopatrujący górną część twarzy. Jest to nerw czuciowy.

## Rodzaj
Jest to nerw tylko czuciowy, aczkolwiek posiada on kontakt ze zwojami przywspółczulnymi.

## Przebieg
Nerw ten rozpoczyna się w zwoju trójdzielnym, miejscu podziału nerwu trójdzielnego. Kieruje się do przodu, będąc najwyżej położoną gałęzią wychodzącą z tego zwoju. Oddaje szybko gałąź namiotową, unerwiającą namiot móżdżku, po czym przechodzi poprzez szczelinę oczodołową górną, by wejść do oczodołu. Tam dzieli się na nerwy łzowy, czołowy i nosowo-rzęskowy.

## Gałęzie
- gałąź namiotu
- nerw łzowy
  - gałąź górna (ramus superior)
  - gałąź dolna (łącząca do nerwu jarzmowego) (ramus inferior, ramus communicans cum nervo zygomatico)
- nerw czołowy
  - nerw nadbloczkowy
    - gałąź górna (ramus superior)
    - gałąź dolna (zespala się z nerwem podbloczkowym) (ramus inferior)

  - nerw nadoczodołowy
    - gałąź przyśrodkowa (ramus medialis)
    - gałąź boczna (ramus lateralis)
- nerw nosowo-rzęskowy
  - część rzęskowa (pars ciliaris)
    - nerwy rzęskowe długie
    - gałąź łącząca do zwoju rzęskowego (korzeń czuciowy zwoju rzęskowego) (ramus communicans cum ganglio ciliari)

  - część nosowa (pars nasalis)
    - nerw sitowy tylny
    - nerw sitowy przedni
      - gałęzie nosowe wewnętrzne (rami nasales interni)
        - boczne (rami nasales interni laterales)
        - przyśrodkowe (rami nasales interni mediales)

      - gałąź nosowa zewnętrzna (ramus nasalis externus)

    - nerw podbloczkowy
      - gałąź powiekowa górna (ramus palpebralis superior)
      - gałąź powiekowa dolna (ramus palpebralis inferior)

## Obszar unerwienia
W obszar unerwiany przez nerw oczny wchodzą:
- namiot móżdżku,
- zatoka skalista górna, poprzeczna, prosta,
- błona śluzowa przednio-górnej części jamy nosowej,
- błona śluzowa zatoki czołowej, klinowej, komórek sitowych,
- spojówka, błona włóknista, błona naczyniowa gałki ocznej (nerw łzowy, nerw czołowy),
- skóra powieki górnej, grzbietu nosa, czoła do poziomu szwu wieńcowego[1].